# Пентаэтоксиниобий
Пентаэтоксиниобий — химическое соединение,
алкоголят ниобия и этилового спирта
с формулой Nb(OC2H5)5,
бесцветная жидкость,
реагирует с водой.

## Физические свойства
Пентаэтоксиниобий образует бесцветную (или жёлтую из-за гидролиза) жидкость.
Растворяется в большинстве органических растворителях.

## Химические свойства
- Гидролизуется водой:

{\displaystyle {\mathsf {2Nb(OC_{2}H_{5})_{5}+10H_{2}O\ {\xrightarrow {}}\ Nb_{2}O_{5}\downarrow +10C_{2}H_{5}OH}}}
- Разлагается при нагревании:

{\displaystyle {\mathsf {2Nb(OC_{2}H_{5})_{5}\ {\xrightarrow {T}}\ Nb_{2}O_{5}+5(C_{2}H_{5})_{2}O}}}

## Применение
- Для нанесение металлооксидных плёнок.